# Lista siturilor arheologice din județul Arad - D
Lista siturilor arheologice din județul Arad - D conține toate siturile arheologice din județul Arad înscrise în Repertoriul Arheologic Național (RAN) și aflate în localități al căror nume începe cu litera D. RAN este administrat de Ministerul Culturii și Patrimoniului Național și cuprinde date științifice, cartografice, topografice, imagini și planuri, precum și orice alte informații privitoare la zonele cu potențial arheologic, studiate sau nu, încă existente sau dispărute.
Puteți căuta un sit din localitățile care încep cu litera D folosind formularul de mai jos sau puteți naviga prin toate siturile din județ la Lista siturilor arheologice din județul Arad.
| Cod RAN                                | Denumire | Localitate                      | Adresă                 | Datare           | Descoperit | Coordonate | Imagine           | Erori            |
| -------------------------------------- | --- | ------------------------------- | ---------------------- | ---------------- | ---------- | ---------- | ----------------- | ---------------- |
| 9510.01.01                             | Mormânt neolitic la Dorobanți- Fostul sediu CAP / ansamblu anonim (Categorie: descoperire funerară) (Tip: Mormânt)  | sat Dorobanți, comuna Dorobanți | Fostul sediu CAP       | Bodrogkeresztur  |            |            | Încărcați imagine | Raportați eroare |
| 10658.01.01                            | Așezarea eneolitică de la Dezna- Dealul Coasta Robilor / ansamblu anonim (Categorie: locuire civilă) (Tip: Așezare) | sat Dezna, comuna Dezna         | Dealul Coasta Robilor  | Tiszapolgár      |            |            | Încărcați imagine | Raportați eroare |
| 12563.01.01                            | Așezarea eneolitică de la Dud- Valea Lugojului / ansamblu anonim (Categorie: locuire civilă) (Tip: Așezare)         | sat Dud, comuna Târnova         | Valea Lugojului        | Tiszapolgár      |            |            | Încărcați imagine | Raportați eroare |
| 12563.02.01                            | Așezarea eneolitică de la Dud- Dealul Cioaca-Chiciora / ansamblu anonim (Categorie: locuire civilă) (Tip: Așezare)  | sat Dud, comuna Târnova         | Dealul Cioaca-Chiciora | Tiszapolgár      |            |            | Încărcați imagine | Raportați eroare |
| 10658.02.01 (Cod LMI: AR-II-m-A-00600) | Ruinele Cetății Dezna / ansamblu Ruinele Cetății Dezna (Categorie: locuire civilă) (Tip: Cetate)                    | sat Dezna, comuna Dezna         | 18                     | sec. XIII - XVII |            |            | Încărcați imagine | Raportați eroare |